# Parpar Nechmad
Parpar Nechmad (hebräisch פַּרְפַּר נֶחְמָד Netter Schmetterling) ist eine israelische Fernsehserie, die hauptsächlich auf Kinder im Vorschulalter ausgerichtet ist. Die Serie, produziert vom Israelischen Erziehungsfernsehen (Israeli Educational Television IETV, הטלוויזיה החינוכית הישראלית), wurde erstmals im Januar 1982 ausgestrahlt und lief bis 2004. Bis heute sind auf „Channel 23“, einem Kanal der IETV, Wiederholungen von Episoden aus Parpar Nechmad zu sehen. Der Titel der Serie ist eine Anspielung auf einen populären Kinderreim der Dichterin Fania Bergstein (1908–1950): Komm zu mir, netter Schmetterling.

## Beschreibung
Die Serie besteht aus Interaktionen zwischen Menschen und Puppen. In jeder Folge erleben die Zuschauer bekannte Alltagssituationen aus dem Familienleben, wobei kreative Wege zur Lösung verschiedener Probleme aufgezeigt werden. Die jeweiligen Situationen werden durch Lieder und Spiele illustriert und aufgelockert. Die meisten Episoden enthalten auch eine Geschichte, die von einem oder mehreren Schauspielern erzählt wird, oder kurze Sketches mit Cartoons.

### Klassische Version, 1982–1995
Bis 1995 war die Serie in einem Raum angesiedelt, der mit unterschiedlich geformten Stangen und Bögen angefüllt war, die vage an ein Zimmer in einer Wohnung erinnerten. Dieses bewusst surrealistische Design soll den Blick auf die Welt aus der Sicht eines Kleinkindes nachvollziehen, wobei der Phantasie und Kreativität breiter Raum gewährt wird.

### Neue Version, seit 1995
Nach dem Tod von Yoni Chen (1953–1995), dem Sprecher der Schildkröte Batz, wurde die Serie für einige Jahre auf Eis gelegt. 1998 erfolgte eine Wiederbelebung, jedoch mit einer völlig anderen Gestaltung. Die zwei Aufführungsorte zeigten sich jetzt als ein realistisch gestaltetes Haus mit einem echten Hinterhof. Auch das Aussehen der Puppen wurde geändert, und es traten neue Schauspieler auf. Datia Bat-Dor, Verfasserin der Drehbücher und Lieder für die 80 ersten Sendungen von Parpar Nechmad, vermisst in der Neufassung den „heiligen Schauer“ in der Programmarbeit.

## Besetzung

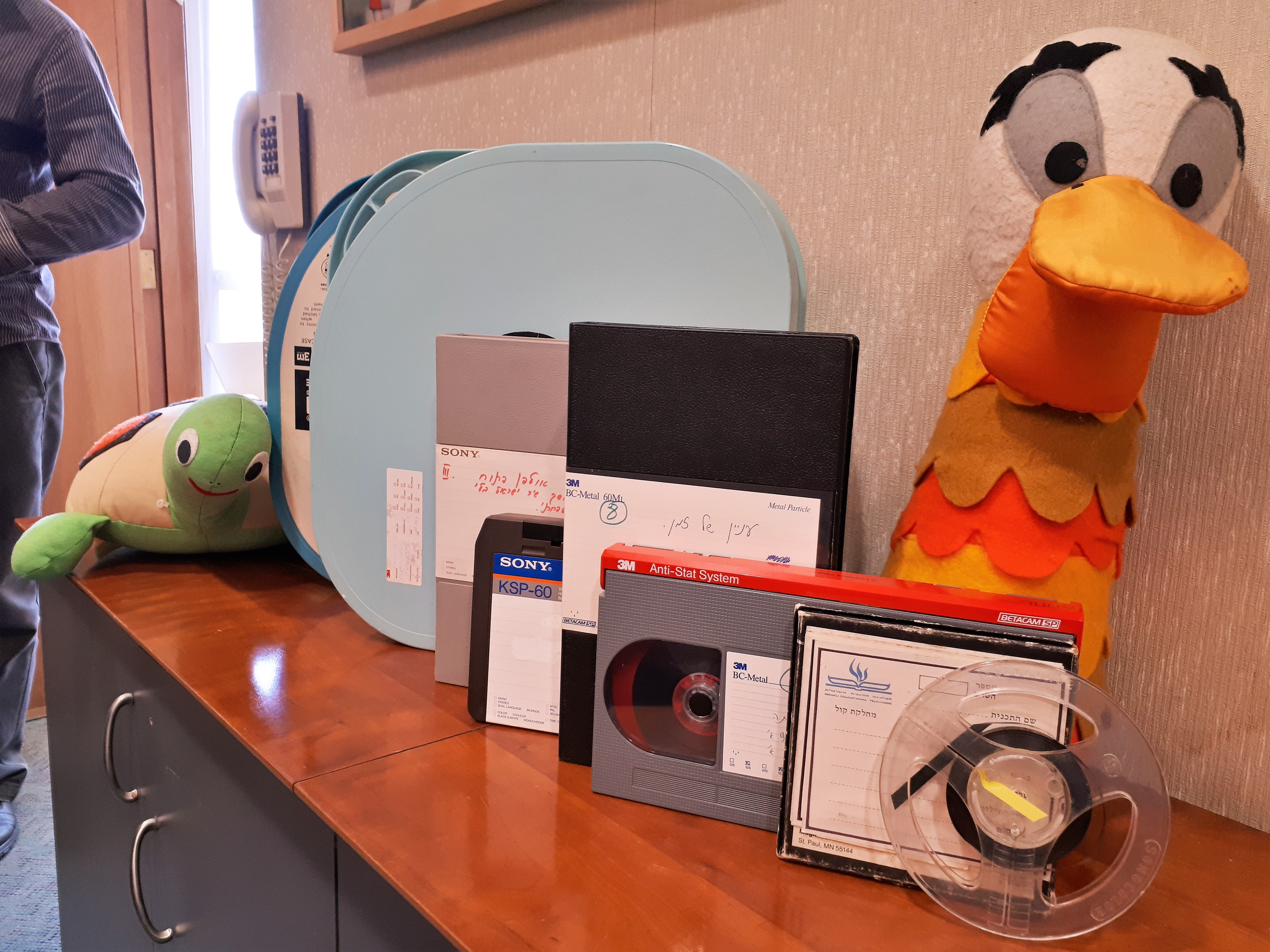
Uza, Batz

### Puppen
- Uza ist eine weibliche Gans, sehr intelligent und lernfähig. Sie trägt den Charakter einer besserwisserischen „großen Schwester“.
- Shabi, eine männliche Schnecke. Intelligent, aber etwas unsicher. Richtet sich im Allgemeinen nach Uzas Meinungen. Er trägt eine runde Brille.
- Batz, eine männliche Schildkröte. Ein etwas langsamer Denker, aber alles andere als dumm.
- Nuli, ein junges Huhn. Die jüngste unter den Puppen, neugierig und öfters mal aufgeregt.
- Pingi, ein Pinguin in menschlicher Größe. Einwanderer vom Nordpol. Neugierig und freundlich, manchmal aber auch unausstehlich. Da ihn viele Zuschauer ärgerlich fanden, wurden seine Auftritte in der neuen Version eingestellt.

### Menschen (Auswahl)
- Uzi Hitman (1952–2004)
- Ofra Haza (häufig in frühen Episoden)